# Epoca modernă timpurie

Harta lumii, 1700

Perioada modernă timpurie a istoriei moderne se întinde în intervalul de după Evul Mediu târziu al epocii post-clasice (c. 1400–1500) până la începutul Epocii Revoluțiilor (c. 1800). Deși limitele cronologice ale acestei perioade sunt deschise dezbaterii, intervalul de timp este delimitat diferit de istorici ca începând prin căderea Constantinopolului în 1453, perioada Renașterii în Europa și a celei timuride din Asia Centrală, cuceririle musulmane în subcontinentul indian, sfârșitul cruciadelor, epoca descoperirilor (în special călătoriile lui Cristofor Columb începute în 1492, dar și descoperirea de către Vasco da Gama a rutei maritime către India în 1498) și sfârșitul ei – în preajma Revoluției Franceze din 1789 sau a ascensiunii lui Napoleon la putere. 

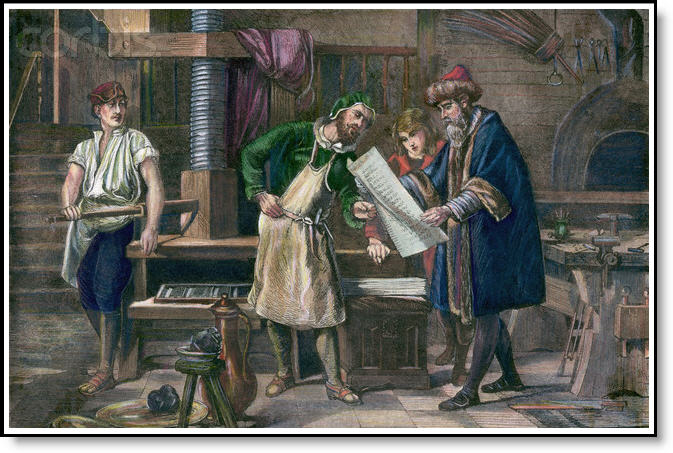
Gutenberg revizuind o pagină tipărită (o gravură colorată creată probabil în secolul al XIX-lea)

Istoricii din ultimele decenii au susținut că, dintr-un punct de vedere mondial, cea mai importantă trăsătură a epocii moderne timpurii a fost caracterul de răspândire a globalizării. Au apărut noi economii și instituții, devenind mai sofisticate și articulate la nivel global pe parcursul perioadei. Perioada modernă timpurie a inclus și ascensiunea dominației mercantilismului ca teorie economică. Alte tendințe notabile ale perioadei includ dezvoltarea științei experimentale, progresul tehnologic din ce în ce mai rapid, politica civică secularizată, călătoriile mai rapide datorită îmbunătățirilor în cartografiere și în proiectarea navelor și apariția statelor naționale.

## Galerie

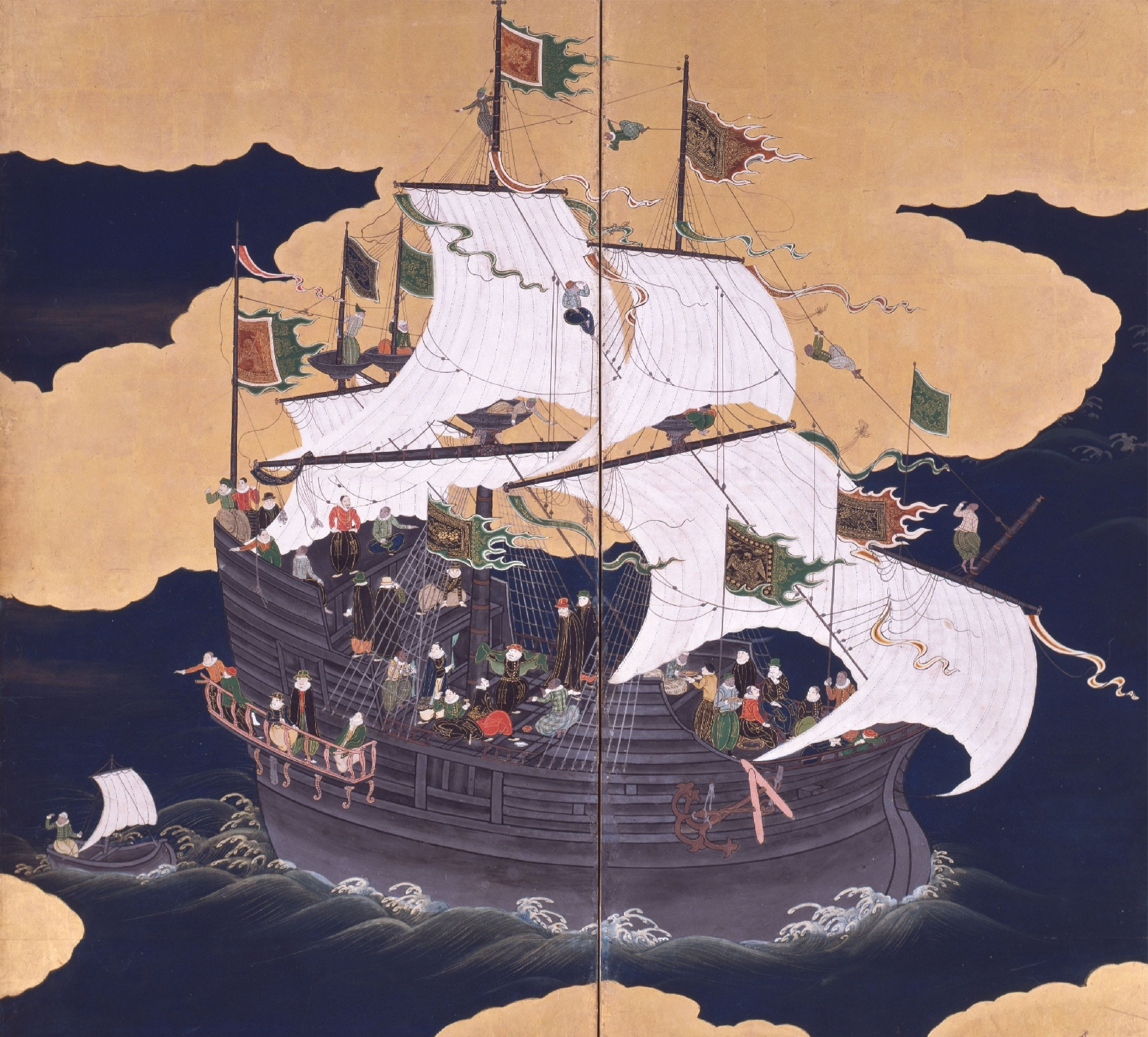
O reprezentare japoneză a unei carace de comerț portughez. Progresele în tehnologia construcțiilor navale din timpul Evului Mediu târziu va deschide calea pentru prezența europeană pe plan global caracteristică perioadei moderne timpurii.
Imperiul Otoman 1481–1683
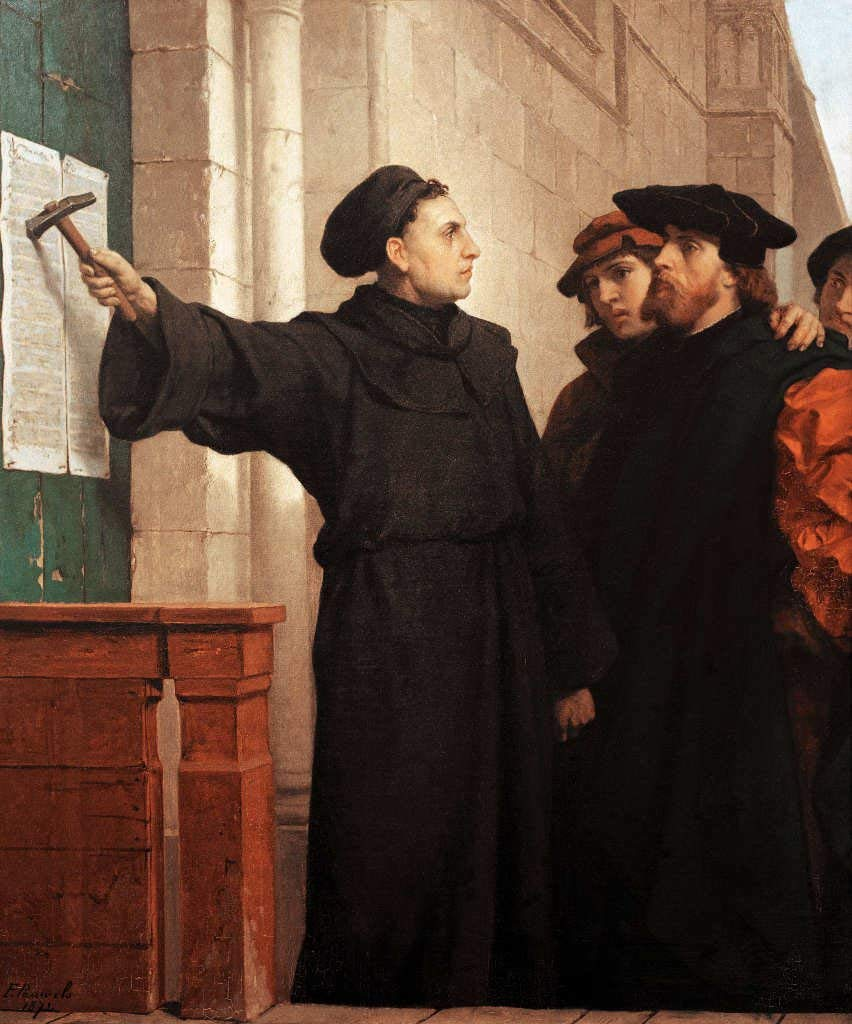
Ferdinand Pauwels – Martin Luther își pune cele 95 de teze pe ușă
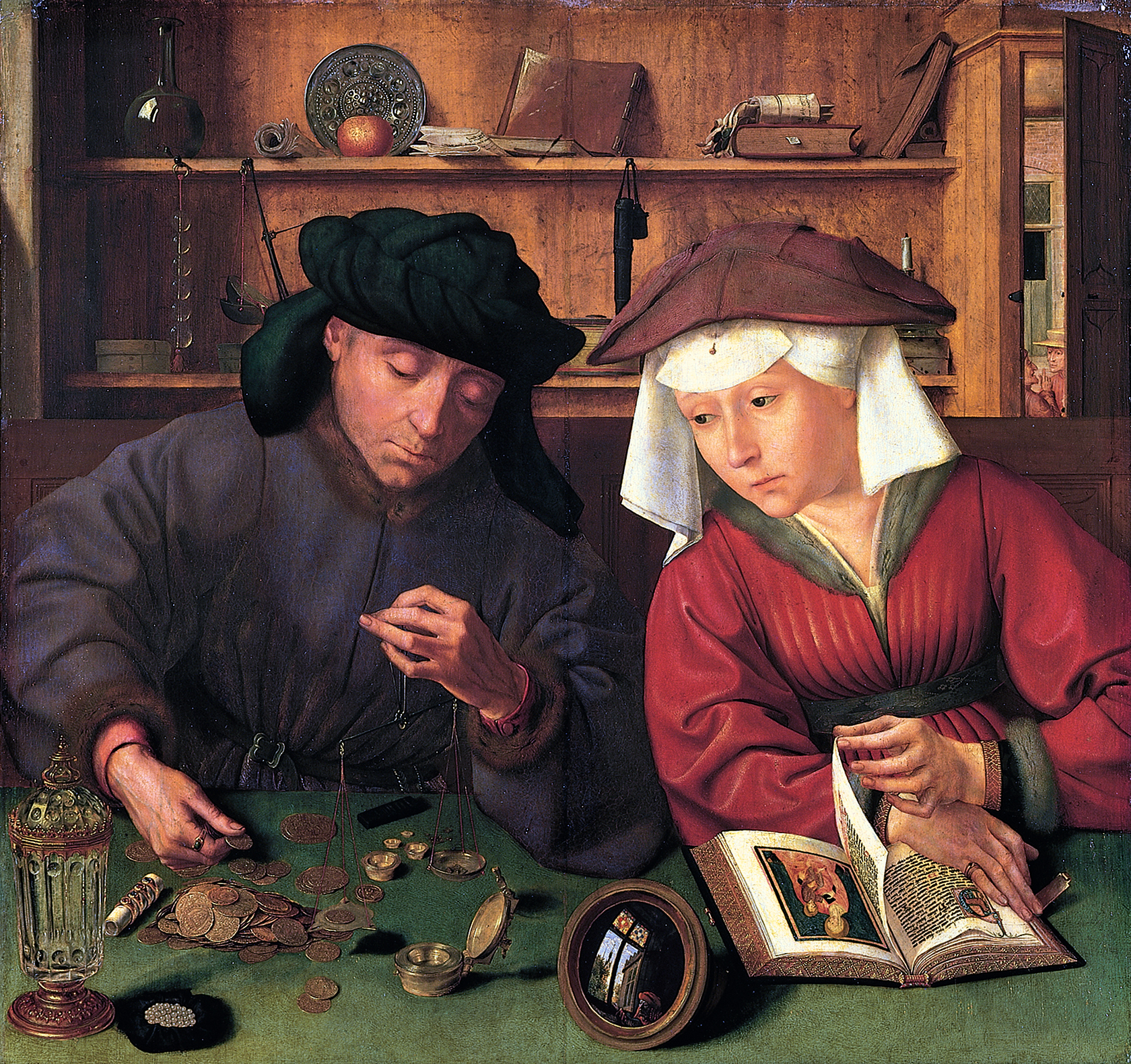
Burghezia capătă din ce în ce mai multă importanță pe parcursul erei moderne.
Declarația de independență a lui John Trumbull⁠(d), arătând Comitetul celor cinci responsabil de redactarea Declarației în 1776, în timp ce își prezintă lucrările celui de-al doilea Congres continental din Philadelphia.
Colonizarea mondială din 1492 (Lumea modernă timpurie), 1550, 1660, 1754 (Epoca Iluminismului), 1822 (Revoluția industrială), 1885 (Hegemonia europeană), 1914 (Epoca Primului Război Mondial), 1938 (Epoca celui de-Al Doilea Război Mondial), 1959 (Epoca Războiului Rece) și 1974, 2008 (Istoria recentă).